# 2012年夏季殘疾人奧林匹克運動會田徑男子擲棒比賽
2012年夏季殘疾人奧林匹克運動會的男子擲棒比賽會於8月31日在倫敦奧林匹克體育場舉行，本項目只有1個由3個運動級別合併而成的混合級別，並產生1面金牌。

## 賽程
所有時間為英國夏令時間 (UTC+1) 
| 日期    | 時間  | 階段            |
| ------- | ----- | --------------- |
| 8月31日 | 10:05 | F31/32/51級決賽 |

## 外部連結
- 2012年殘奧會田徑比賽時間表（英文）